# Cyrestis rudis
Cyrestis rudis är en fjärilsart som beskrevs av Felder 1867. Cyrestis rudis ingår i släktet Cyrestis och familjen praktfjärilar. Inga underarter finns listade i Catalogue of Life.